# Zograf, Dobrici
Zograf (în bulgară Зограф, în română Casapli) este un sat în comuna Gheneral-Toșevo, regiunea Dobrici, Dobrogea de Sud, Bulgaria. 
Între anii 1913-1940 a făcut parte din plasa Casim a județului Caliacra, România.

## Demografie
Componența etnică a satului Zograf
     Bulgari (67,22%)
     Nicio identificare (10,92%)
     Turci (18,48%)
     Romi (3,36%)
La recensământul din 2011, populația satului Zograf era de 119 locuitori. Din punct de vedere etnic, majoritatea locuitorilor (67,22%) erau bulgari, existând și minorități de turci (18,48%) și romi (3,36%). Pentru 10,92% din locuitori nu este cunoscută apartenența etnică.